# Bouchardina robisoni
Bouchardina robisoni är en kräftdjursart som beskrevs av Hobbs 1977. Bouchardina robisoni ingår i släktet Bouchardina och familjen Cambaridae. IUCN kategoriserar arten globalt som otillräckligt studerad. Inga underarter finns listade i Catalogue of Life.